# Pterorhynchus
Pterorhynchus byl rodem nevelkého ptekoještěra žijícího v období střední jury v dnešní Číně a Mongolsku. Zatím byly nalezeny ostatky pouze jednoho jedince tohoto rodu. Název tohoto rodu pochází z řeckých slov pteron (křídlo) a rhynchos (čenich).

## Popis
Rozpětí křídel činilo cca 85 centimetrů. Jediný nalezený exemplář má lebku dlouho 11,8 cm. Dvě třetiny hlavy pokrýval hřeben.